# Наричайте ме Кат
Наричайте ме Кат (на английски: Call me Kat) е американски телевизионен ситком, до голяма степен базиран на британския ситком Миранда на Миранда Харт. Сценарист на сериала е Дарлийн Хънт, а в главната роля е Маим Биалик, в поддържащите роли са Шайен Джаксън, Кайла Прат, Джулиан Гант, Лесли Джордан и Сузи Курц. Премиерата на сериала по Фокс е в средата на телевизионния сезон 2020-21 г. на 3 януари 2021 г. През май 2021 г. сериалът е подновен за втори сезон, чиято премиера е на 9 януари 2022 г.

## Сюжет
"Наричайте ме Кат" разказва за 39-годишна самотна жена на име Кат, "която всеки ден се бори срещу обществото и майка си, за да докаже, че не можеш да имаш всичко, което искаш, но все пак да бъдеш щастлив". След като напуска работата си като професор в университета в Луисвил, тя харчи парите, които родителите ѝ са отделили за сватбата ѝ, за да отвори кафене за котки в Луисвил.

## Актьорски състав и герои

### Главни роли
- Маим Биалик - Кат, 39-годишна самотна жена, която управлява кафене за котки в Луисвил и се бори да намери баланс между пълноценния си живот и постоянното си чувство за самота.
- Суизи Курц - Шийла, властната майка на Кат, която не може да разбере защо дъщеря ѝ избира да бъде сама и постоянно се опитва да я накара да се запознае с нови мъже
- Лесли Джордан - Фил, наскоро необвързан гей, който работи като главен пекар в кафенето на Кат
- Кайла Прат - Ранди, сервитьорка в кафенето на Кат
- Джулиан Гант - Картър, собственик на бара до кафенето на Кат
- Шайен Джаксън - Макс, приятелка на Кат и бивша колежанска любов, която работи в бара на Картър, след като се завръща у дома след дългогодишно пътуване в чужбина
- Кристофър Ривас - Оскар (сезон 2; поддържащ в сезон 1), разносвач на пратки и гадже на Кат

### Поддържащи роли
- Ламорн Морис - Даниел, клиент на кафенето на Кат, който отказва да дава бакшиши по социални и политически мотиви и има връзка с Ранди
- Ванеса Лачи - Тара Барнет, най-добрата приятелка на Кат от детството ѝ, която е с три деца и е омъжена

## Продукция

### В разработка
На 19 септември 2019 г. беше обявено, че Фокс Броудкастинг Къмпани е поела ангажимент за сериал, базиран на британския ситком Миранда на Миранда Харт. Работното заглавие на този етап е Карла. Сериалът трябваше да бъде продуциран от Маим Биалик и Дарлин Хънт чрез Сад Клоун Продъкшънс, Джим Парсънс (бивш съквартирант на Биалик в Теория за големия взрив) и Тод Спивак чрез Това е чудесно Продъкшънс, и Анджи Стивънсън и създателката на оригиналния сериал и звезда Миранда Харт чрез Би Би Си Студиос. Продуценти щяха да бъдат Ерик Норсоф от Това е чудесно Продъкшънс и Макензи Гейбриъл-Вот от Сад Клоун Продъкшънс. Посочените продуцентски компании са Фокс Ентъртейнмънт и Уорнър Брос Телевижън. На 12 февруари 2020 г. е обявено, че заглавието на сериала е променено от Карла на Наричайте ме Кат. На 11 май 2020 г. е обявено, че Фокс са поръчали пилотния епизод за сериала. Премиерата на сериала е на 3 януари 2021 г. На 10 май 2021 г. Фокс подновява сериала за втори сезон. На 16 юни 2021 г. Алиса Нойбауер се присъединява към сериала като шоурънър за втория сезон на мястото на Хънт.
По време на разработката на сериала Хънт решава да постави сериала в Луисвил, близо до родния си град Ливан Джънкшън, Кентъки, като казва на Кърби Йейтс от вестника на Луисвил "Куриер-Джърнъл": "Луисвил просто се почувства подходящ." В същото интервю Хънт казва на Йейтс, че Биалик е одобрила мястото: "Тя наскоро беше в Луисвил и много хареса града и ми каза, че според нея е наистина уникален и специален. Дадох ѝ възможност да поставим филма в родния ѝ град Сан Диего, но тя избра Луисвил." Хънт не е единствената от Луисвил, която участва в продукцията на сериала; съизпълнителният продуцент и сценарист Ейми Хъбс е от Елизабеттаун, Кентъки. Хънт отбеляза, че тя и Хъбс са имали "голям дебат" относно лоялността на Кат в колежанското съперничество между Кентъки и Луисвил, като отбеляза, че "аз съм израснала като голям фен на Ю Ел, а Ейми е голям фен на Обединеното кралство". Хънт предпочете да не разкрива лоялността на Кат преди премиерата на сериала, но потвърди, че избраният университет е изпратил няколко предмета, които да бъдат използвани при декорирането на дома на героинята.
Според Йейтс поредицата е "пълна с препратки към Луисвил", като само в първите три епизода има множество препратки към културни забележителности и места в Луисвил, като например съперничеството между Великобритания и САЩ, бърбън, хотел "Браун", "Чърчил Даунс" и Мохамед Али. Йейтс добавя: "Въпреки че нито една част от сериала не е заснета в Луисвил, художественият отдел на сериала работи по снимки, за да пресъздаде препратките към Луисвил на сцената на продукцията в Лос Анджелис." Хънт добави още: "Чувствам се наистина специално, че мога да направя толкова много възгласи към хора, места и неща в Луисвил и да ги почета в шоуто. В мен се заражда нова гордост от родния град, така че е много специално."

### Кастинг
След като сериалът е ангажиран, Биалик също е включена в главната роля. През февруари 2020 г. към актьорския състав се присъединяват Сузи Курц и Кайла Прат в главните роли. На 6 март 2020 г. Шайен Джаксън е включена в главната роля. На 2 април 2020 г. е обявено, че Лезли Джордан се присъединява към главния актьорски състав. На 28 април 2020 г. е съобщено, че Джулиан Гант се е присъединил към актьорския състав като редовен участник в сериала.
Хънт добавя местни хора в кастинга на второстепенните роли. Тя разказва на Йейтс: "Избрах една жена, която спомена, че е от Луисвил, когато се яви на прослушването, защото героинята ѝ работи в хотел и трябваше да каже: "Добре дошли в Луисвил!" Всеки, който е от Луисвил, знае колко е трудно да накараш хора от друго място да кажат това правилно!" Жената, избрана за тази роля, е израснала близо до парка "Сенека" в Луисвил.

### Безопастност на животното
В интервю Биалик казва, че котките, използвани за снимките, не са нито упоени, нито вързани. Няколко треньори са на снимачната площадка, за да наблюдават котките.

## Излъчване
Премиерата на "Наричайте ме Кат" е на 3 януари 2021 г. в 8:00 ч. по Fox. На 7 януари 2021 г. сериалът се премества в четвъртък в 9/8 ч., редовния си часови пояс в четвъртък, заедно с Последния човек, който стои. Може да се гледа и по Си Ти Ви в Канада. Премиерата на втория сезон е на 9 януари 2022 г.

## Излъчване в България
Започва на 12 януари 2022 г. по Фокс Лайф с разписание нов епизод всяка сряда от 21:00 по два епизода и повторения в четвъртък от 13:20 и неделя от 16:05. 
Дублажът е на студио Про Филмс. Ролите се озвучават от Йорданка Илова, Елена Русалиева, Живко Джуранов, Александър Митрев и Александър Воронов. Преводът е на Ивелина Иванова.